# Rotaea flava
Rotaea flava är en svampart som beskrevs av Ces. ex Schltdl. 1851. Rotaea flava ingår i släktet Rotaea, divisionen sporsäcksvampar och riket svampar.   Inga underarter finns listade i Catalogue of Life.